# All-Ireland Senior Football Championship 1892
L'All-Ireland Senior Football Championship 1892 fu l'edizione numero 6 del principale torneo di calcio gaelico irlandese. Dublino batté in finale Kerry ottenendo il secondo trionfo della sua storia e fu la prima a vincere per due anni di fila.
Questo fu il primo campionato in cui le rappresentative delle contee potevano schierare giocatori da ogni parte della contea, non solo quelli dei club che avevano vinto il titolo della contea stessa. Vennero fatti altri importanti cambiamenti: il goal assunse un valore effettivo, quello di 5 punti. Precedentemente il goal valeva più di ogni somma di punti, che facevano da discriminante in caso di parità di goal. Le squadre furono ridotte a 17 membri per parte.

## All-Ireland Series
Si disputò la semifinale tra i campioni del Leinster e Roscommon, unica partecipante del Connacht. La vincente avrebbe raggiunto Kerry, campione del Munster. In quell'anno non fu giocato il torneo nell'Ulster. La finale si giocò l'anno dopo i tornei provinciali.

### Semifinale
| Drumcondra 19 marzo 1893 | Dublino | 1-09 – 1-01 | Roscommon | Clonturk Park |

### Finale
| Drumcondra 26 marzo 1893 | Dublino | 1-04 – 0-03 | Kerry | Clonturk Park |